# Cănești (gmina)
Cănești – gmina w Rumunii, w okręgu Buzău. Obejmuje miejscowości Cănești, Gonțești, Negoșina, Păcurile, Șuchea i Valea Verzei. W 2011 roku liczyła 898 mieszkańców.